# NGC 5512
NGC 5512 је елиптична галаксија у сазвежђу Волар која се налази на NGC листи објеката дубоког неба.
Деклинација објекта је + 30° 51' 20" а ректасцензија 14h 12m 41,1s. Привидна величина (магнитуда) објекта NGC 5512 износи 14,4 а фотографска магнитуда 15,4. NGC 5512 је још познат и под ознакама CGCG 163-6, NPM1G +31.0310, PGC 50749.